# Club Social Santos Fútbol Club
El Club Social Santos FC, también conocido como Santos de Nasca o Santos, es un club de fútbol peruano del Departamento de Ica, Provincia de Nasca, Distrito de Vista Alegre. Fue fundado en 1976 y, en la actualidad, participa en la Liga 2, la segunda categoría del fútbol del país.

## Historia
Santos F. C. fue fundado el 30 de mayo de 1976 en el Distrito de Vista Alegre y desde entonces estuvo participado en la Liga Distrital de Fútbol de Vista Alegre hasta que en el año 2019, luego de una excelente Copa Perú 2018; participa en la Liga 2 del Perú.

### Copa Perú (2012-2018)

#### Temporada 2012
Terminó siendo subcampeón de la liga distrital de Vista Alegre, con lo cual logró su primera clasificación a la etapa provincial. En esta etapa fue subcampeón de la liga provincial de Nasca, luego de eliminar al Quinta Cuadra (Acarí), Sport Lucumillo (El Ingenio) y Juan Mata (Nasca). En la final, pierde por 1 - 0 frente a Defensor Mayta Cápac (campeón distrital de la liga de Vista Alegre). Ese subcampeonato le permitió clasificar a la etapa departamental, en la que se proclamaría campeón de la Liga departamental de Ica,  luego de eliminar al Joe Gutiérrez (Pisco),  Club Puquio (Puquio) y Barcelona FC (Parcona). En la final logra vencer a Defensor Mayta Cápac por 4 - 3, en penales, tras haber empatado el partido por 2 - 2. De esta manera lograba clasificar por primera vez a la etapa regional. 
En la etapa regional inició su participación estando en el grupo B de la región VI, junto a Defensor Zarumilla (Nasca), UDA (Ascensión) y Sport Libertad (Huanca Sancos). En su primer partido, jugado en Ayacucho frente a Sport Libertad, perdió por 2 - 1. Al final de esta etapa se ubicó último en su grupo con cinco puntos como resultado de dos empates (Santos 0 - 0 Defensor Zarumilla y Defensor Zarumilla 1 - 1 Santos) y una victoria (Santos 2 - 0 UDA).

#### Temporada 2014
Terminó siendo campeón de la liga distrital de Vista Alegre y con esto logró clasificarse a la etapa provincial. En el camino elimina al Atlético San José (El Ingenio) y Defensor Municipal (Marcona). Fue eliminado en semifinales por Defensor Zarumilla (Nasca).

#### Temporada 2017
Terminó siendo subcampeón de la liga distrital de Vista Alegre y con esto logró clasificarse a la etapa provincial. En el camino elimina al Unión la Legua (El Ingenio) y San Nicolas (Marcona). Fue eliminado en semifinales por Defensor Zarumilla (Nasca) (Como en el 2014).

#### Temporada 2018 - Ascenso a segunda división

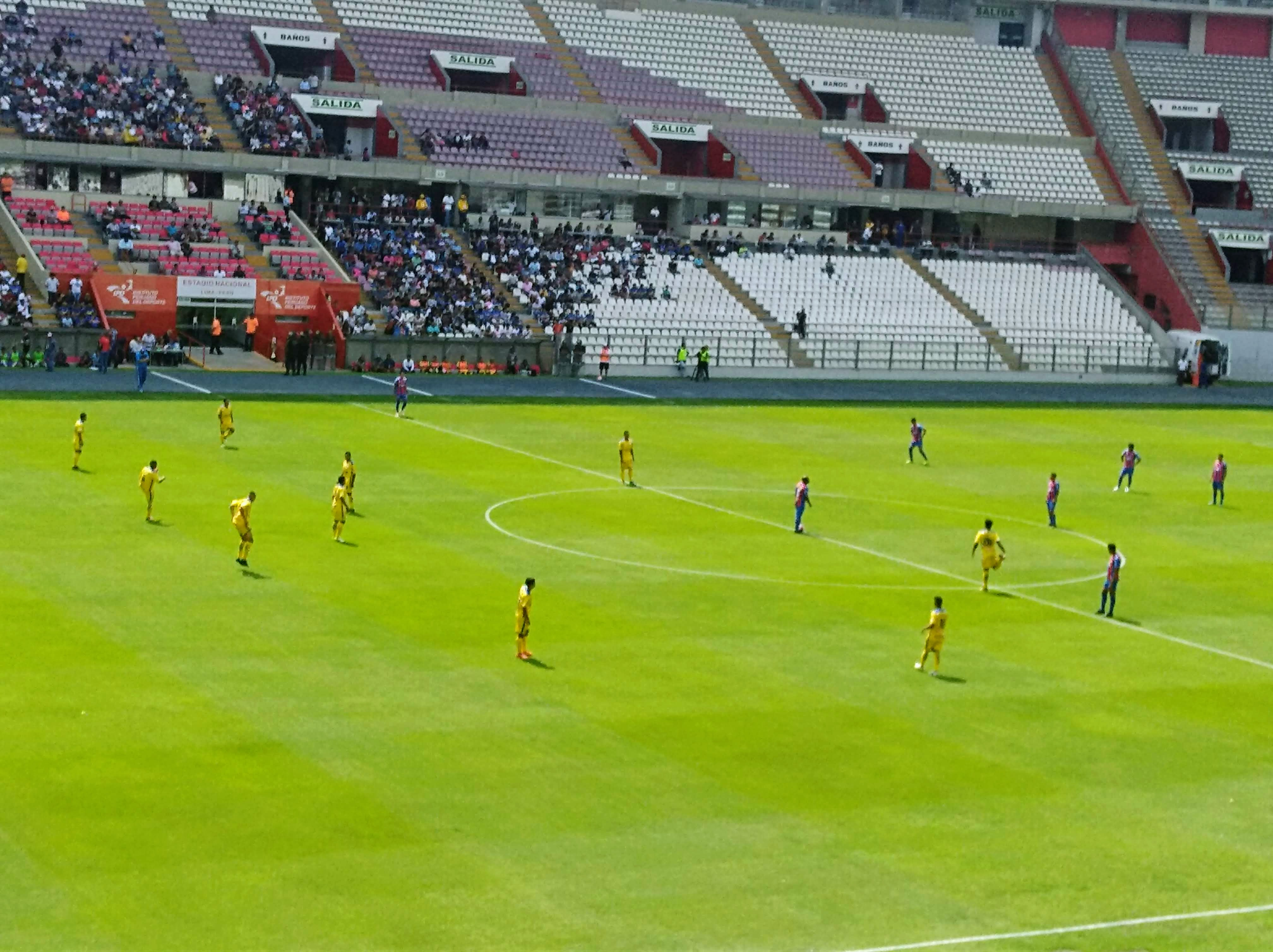
Instantánea previa al inicio del partido entre Santos F. C. (a la izquierda, y de amarillo) y Alianza Universidad (a la derecha, y de azul y rojo) en el Estadio Nacional.

Terminó siendo nuevamente subcampeón de la liga distrital de Vista Alegre y posteriormente campeón de la liga provincial de Nasca y de la liga departamental de Ica con lo cual logró clasificarse por segunda vez a la etapa nacional. 
En la etapa provincial elimina a los equipos de Unión Lopez (Nasca), Unión La Legua (El Ingenio) y Defensor Chiquerillo (Changuillo). En la final derrota al Defensor Zarumilla (Nasca). En la etapa departamental se enfrenta al Sport San Clemente (San Clemente) y elimina a los equipos de Unión San Martin (Pisco) y Juventud Santa Rosa (Pisco). En la final derrota al Sport Marino (Ica). 
En la etapa nacional terminó en la décima posición entre 50 equipos participantes, logrando clasificarse a los repechajes (Segunda fase). En el repechaje eliminó a Sport Huanta (Ayacucho) con un global de 5 - 2. Ya clasificado a la tercera fase eliminó en octavos de final y cuartos de final a Unión Alfonso Ugarte (Tacna) y a Venus de Huacho (Lima) con globales de 5 - 3 y 2 - 1 respectivamente. De esa manera, el club se clasificó a la finalisima de la Copa Perú; siendo el primer equipo de la provincia de Nasca en lograrlo y el segundo equipo del departamento de Ica (Excluyendo a los equipos de la Provincia de Ica) en llegar a la finalisima (El primero fue el Defensor Mayta Capac (El carmen - Chincha) en el año 1981). 
Tras llegar a la final de la Copa Perú 2018 se midió ante los conjuntos de Pirata F. C. de Lambayeque, Alianza Universidad de Huánuco y Unión Deportivo Ascensión de Huancavelica. Tras quedar tercero en la finalísima clasificó junto al Alianza Universidad (2.º en la finalísima) al Cuadrangular de ascenso midiéndose ante los equipos de Segunda División Profesional Carlos Manucci y Cienciano por los 2 cupos de ascenso a la máxima división del fútbol profesional del Perú. Tras caer ante Carlos Manucci (1-2), Cienciano (2-3) y Alianza Universidad (0-2);  perdió la posibilidad de ascender a la primera división del fútbol profesional teniendo que contentarce con el ascenso a la liga 2.

### Liga 2

#### Temporada 2019
En 2019, Santos FC representó al departamento de Ica junto a Sport Victoria en la Liga 2, Fue el debut y una de las temporadas más destacada del club, siendo considerado la revelación del campeonato gracias a sus buenos resultados tanto de local como de visitante.
Durante la primera rueda, Santos FC mostró un rendimiento sólido y se posicionó como líder a pesar de haber perdido puntos en mesa en la fecha 8 frente a Alianza Atlético. tras finalizar la primera rueda conntinuo con su primera parrticipación en la Copa Bicentenario 2019 due tuvo una participación corta y poco favorable. Ubicado en un grupo con equipos como Sport Huancayo, Deportivo Municipal y Ayacucho FC, terminó penúltimo y quedó eliminado rápidamente
Al retomar la Liga 2, el equipo sufrió una caída en su nivel de juego, donde se empezo a notar en la fecha 18 tras caer por goleada de 3-0 antes Comerciantes Unidos y paso a dejar de depender de si mismo, a pesar de llegar con chances hasta la última fecha donde dependia de un triunfo para quedar en 1° posición y obteniendo el ascenso directo no obstante, no pudo superar en su visita a Cienciano, perdiendo 4-2. Esto lo dejó en el 5° puesto de la tabla, lo que le obligó a disputar una ronda eliminatoria. En esta instancia, fue derrotado de manera contundente por Deportivo Coopsol con un marcador global de 5-0, truncando así el anhelo de ascenso a la máxima categoría en su debut en el fútbol profesional.

#### Temporada 2020
El club disputó su segunda temporada consecutiva en la Liga2 del fútbol peruano en el año 2020. Debido a la pandemia causada por el virus SARS-CoV-2, el torneo se desarrolló íntegramente en la provincia de Lima y la provincia del Callao, bajo estrictas medidas sanitarias. La competición adoptó un formato excepcional: fase única de todos contra todos, a partido único, sin ascenso directo ni descensos al final de la temporada.
Durante esta edición, el equipo tuvo su peor participación histórica, finalizando en el penúltimo lugar (9.º) de 10 equipos, A pesar del bajo rendimiento, el club logró conservar la categoría, ya que ese año no se aplicaron descensos por disposición de la Federación Peruana de Fútbol (FPF) en el contexto de emergencia sanitaria.

#### Temporada 2021
En su tercera temporada en la Liga2, el club volvió a competir en un campeonato que, debido a las restricciones sanitarias por la pandemia de COVID-19, se disputó íntegramente en la provincia de Lima y en la provincia del Callao, al igual que en la edición anterior.
El equipo iqueño tuvo un rendimiento bajo a lo largo del torneo. Al igual que en la temporada 2020, Santos FC realizó una campaña discreta en Liga2, obteniendo resultados irregulares y finalizando en el antepenúltimo lugar de la tabla de posiciones entre los doce clubes participantes. Con ello, el club no logró clasificar a la liguilla por el ascenso ni mejorar significativamente su rendimiento en comparación con años anteriores.
En paralelo, Santos FC participó por segunda vez en la Copa Bicentenario, torneo que reúne a clubes de la Liga 1 y Liga 2. En la fase de dieciseisavos de final fue emparejado con Sport Boys, cayendo derrotado por 3-1 y siendo eliminado prematuramente.

#### Temporada 2022
En su cuarta temporada en la Liga2 el club registro hasta el momento, la mejor participación en la Liga2, El campeonato se estructuró en dos torneos: Apertura y Clausura, con un sistema de todos contra todos y marcó el regreso de los clubes a sus ciudades de origen tras las restricciones por la pandemia, permitiendo volver a ser local en la ciudad de Nasca.
El equipo inició el Torneo Apertura bajo la dirección técnica de Orlando Lavalle, quien tuvo una irregular participación trás ubicar al club en la 6° posición, tras una evaluación dirigencial al cierre de la primera parte del campeonato, se decidió concluir el vínculo con Lavalle y se contrató al entrenador José Soto para afrontar el Torneo Clausura.
Bajo el mando de Soto, el equipo mostró una notable mejoría en su rendimiento, generando expectativas a los play-offs por el ascenso trás mantenerse como escolta del Cusco FC por una buena parte del Clausura, No obstante, hacia el cierre del torneo, Santos FC no logró mantener la regularidad necesaria para disputar el título, finalizando 3.° posición tanto en el Torneo Clausura como en la Tabla acumulada, siendo superado por Cusco FC y Unión Comercio.

#### Temporada 2023
En su quinta temporada, el club realizó una campaña destacada al finalizar la Fase Regular en el 5.º lugar con 42 puntos, lo que le permitió acceder por primera vez en su historia a los play-offs de ascenso, ya en cuartos el club se enfrentó a Comerciantes FC. En el partido de ida, jugado en Iquitos, cayó por 1-0. El partido de vuelta, programado en Nasca, fue suspendido por temas de licencias del estadio, por lo que el resultado global favoreció a Comerciantes FC, eliminando a la Maquina Azul.

#### Temporada 2024
En su sexta temporada, la primera etapa del torneo se dividió en dos zonas, el club termino ubicándose en la Zona Sur junto a otros ocho equipos, luego de disputarse las 18 fechas de la Fase Regional, el club terminó en el 2.° lugar, logrando así la clasificación a la Fase de Grupos formando parte del Grupo A, integrado por seis clubes. Al finalizar esta fase con 10 fechas disputadas, el club culminó en el 3.° puesto, asegurando su clasificación para los play-offs.
En los play-offs se sabía que los dos finalistas lograrían el tan ansiado ascenso a Liga1, motivados por eso el club eliminó a Academia Cantolao tras vencerlo por 2-1 en un partido único, la ilusión de ser finalista y poder ascender por parte de la fanatica azul regresó tras 5 años, de superar su siguiente llave ante Alianza Universidad Sin embargo, en las semifinales el club quedó eliminado a manos del cuadro huanuqueño, tras perder 1-2 en Nasca y 0-3 en Huánuco, con un marcador global de 5-1.
Temporada 2025
En su septima temporada, el club empezo la Fase Regional, siendo ubicado en el Grupo 2, finalizando en la quinta posición con un total de 21 puntos tras 14 partidos, obteniendo seis victorias, tres empates y cinco derrotas. 
La campaña 2025 reflejó una temporada competitiva para Santos FC, que logró mantenerse entre los candidatos al ascenso y demostró un nivel de juego sólido, aunque con margen de mejora para avanzar en las etapas finales del campeonato.

## Uniforme
- Uniforme titular: Camiseta azul, pantalón azul y medias azules.
- Uniforme alternativo: Camiseta amarilla, pantalón amarillo, medias amarillas.

### Evolución del uniforme

#### Titular
| 2011-2012 | 2013-2014 | 2015 | 2016-2018 | 2018 | 2019 | 2020 | 2021 | 2022 | 2023 |

| 2024 | 2025 |

#### Alternativo
| 2018 (Etapa Nacional) | 2018 | 2019 | 2020 | 2021 | 2022 | 2023 | 2024 | 2025 |

#### Tercera indumentaria
| 2018 |

### Indumentaria y patrocinador
| Periodo     | Proveedor                |
| ----------- | ------------------------ |
| 2018        | Lomas (Titular)          |
| 2018        | Carlitos Sport (Alterna) |
| 2018 - 2020 | Palant                   |
| 2021        | Sporteam                 |
| 2022        | Crack                    |

| Periodo           | Patrocinador        |
| ----------------- | ------------------- |
| 2018              | Willy Bravo         |
| 2018              | Ing. José Gutiérrez |
| 2018 - Actualidad | Caja Ica            |
| 2018 - Actualidad | EXSUR S.A.          |

## Hinchada y rivalidad

### Hinchada
La máquina azúl es comandada por la Barra Azul del Santos, estos son conocidos también como "Los Vagos del Santos" o "Barra Brava Azul". Ellos se ubican siempre en la tribuna que posee las butacas en el Estadio Municipal de Nasca.
Cabe recalcar que debido a que el cuadro santo disputa un campeonato profesional con el pasar de los años a ido acumulado gran cantidad de hinchas, seguidores y simpatisantes producto de las participaciones en la liga 2 (2019, 2020, 2021 y 2022). Esto está presente en las provincias del departamento de Ica como distritos cercanos a la provincia de Nasca (Un ejemplo es el distrito de Lomas perteneciente a la provincia de Caraveli que a la vez pertenece al departamento de Arequipa).

### Rivalidad
A lo largo de su historia, el Santos FC  ha tenido rivalidades marcadas por el contexto regional y su evolución dentro del fútbol peruano, aunque ninguna de ellas se ha consolidado como un clásico vigente en la actualidad.
Durante sus años en el fútbol amateur, el Santos FC mantuvo una fuerte rivalidad con el Defensor Zarumilla de Nasca. Esta se originó por las eliminaciones sufridas a manos del cuadro rojo en las semi-finales de la etapa provincial de los años 2014 y 2017 de la Copa Perú en 2014 y 2017, el enfrentamiento fue considerado el Clásico Nasqueño, tras el ascenso del cuadro azul a la Liga 2 en el año 2019, esta rivalidad se diluyó, ya que ambos clubes dejaron de coincidir en torneos oficiales.
En 2019, el club disputó un amistoso ante Sport Victoria de Ica, generando expecativas entre el publico iqueño ante esta nueva rivalidad denominandolo asi el Clásico del Sur Chico, por la cercanía geográfica entre ambas ciudades. sin embargo, esta posible rivalidad se desvaneció rápidamente, ya que Sport Victoria fue descalificado de la Liga 2 poco después y descendido a la Copa Perú, Por ello, el clásico no logró consolidarse.
Finalmente aunque el club azul no ha protagonizado directamente una rivalidad, surgieron tensiones tras incidentes en partidos entre equipos iqueños y selváticos que incluyeron enfrentamientos entre jugadores, expulsiones y la intervención de la policía. Además, situaciones polémicas en competencias oficiales, como eliminaciones por temas administrativos, han incrementado el malestar entre las hinchadas de ambas regiones.

## Estadio

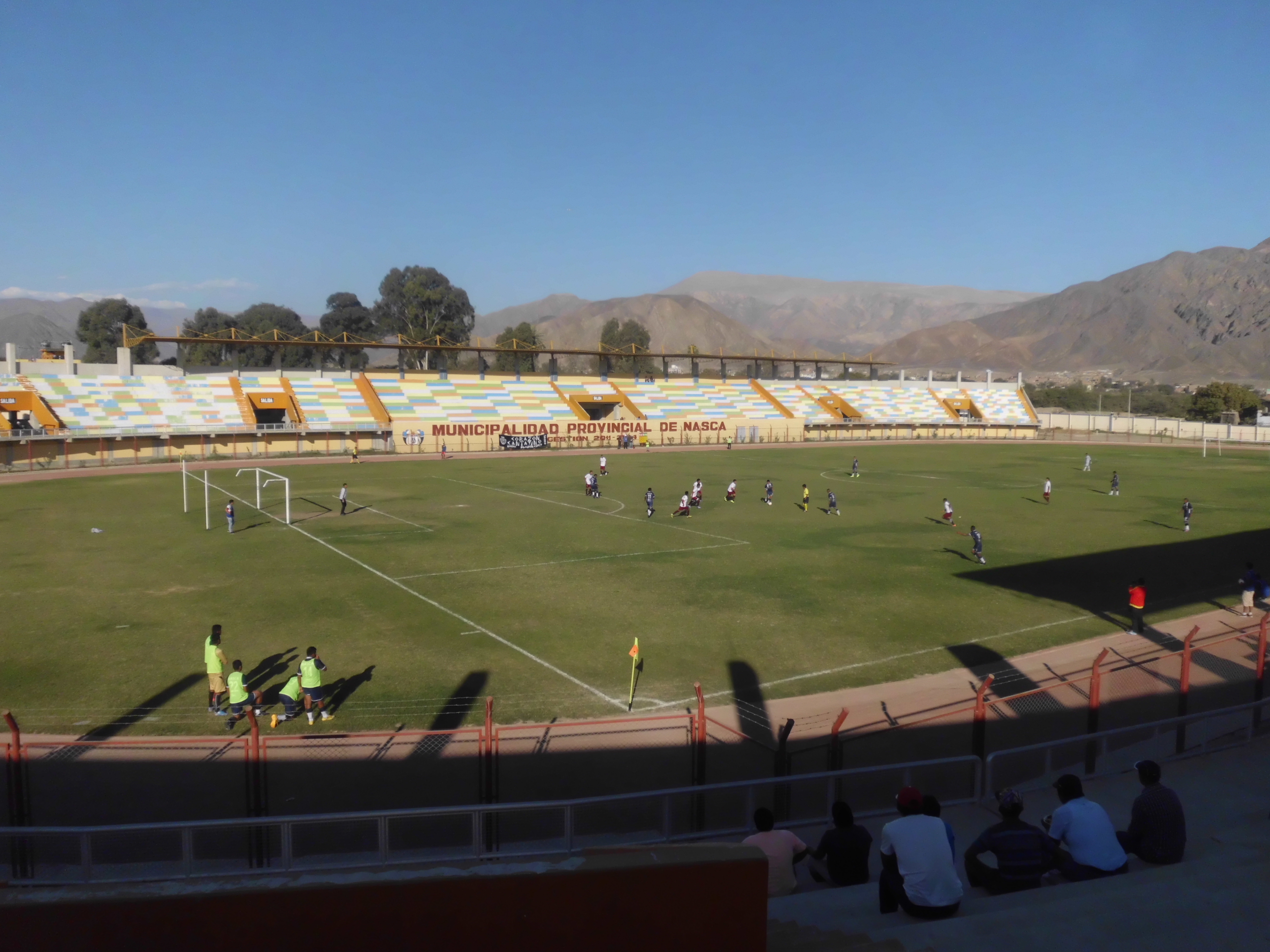
Gramado del estadio municipal de Nasca.

Sus actuaciones como local lo realiza en el Estadio Municipal de Nasca (Pedro Huaman Roman), un estadio con una capacidad aproximada de 10 000 espectadores (El de mayor capacidad en el departamento de Ica) y se encuentra ubicado en el barrio de San Carlos en la ciudad de Nasca. El coloso es propiedad del municipio provincial de Nasca.
Antes de su ascenso a la liga 2, el cuadro azul disputó sus encuentros en su templo Manuel Antonio Elías Santa Cruz (Vista Alegre). Disputa algunos partidos amistosos en este estadio.
Tiene como estadios alternos el estadio José Picasso Peratta (Ica) y el estadio Teobaldo Pinillos Olaechea (Pisco).

## Datos del club
- Temporadas en liga 1: 0
- Temporadas en liga 2: 7 (2019-presente)
- Mayor goleada conseguida:
  - En campeonatos nacionales de local: Santos F.C. 5:0 Los Chankas (25 de septiembre de 2022).[13]
  - En campeonatos nacionales de visita: 
    - Carlos Stein 1:3 Santos F.C. (21 de junio de 2023).[14]
    - Deportivo Coopsol 0:2 Santos F.C. (30 de abril de 2024).

  - En campeonatos nacionales en cancha neutral:
    - Santos F.C. 4:2 Comerciantes Unidos (3 de julio de 2021).
    - Unión Huaral 1:3 Santos F.C. (20 de mayo de 2021).
    - Unión Comercio 0:2 Santos F.C. (12 de julio de 2021).
    - Santos F.C. 2:0 Pirata F.C. (26 de agosto de 2021).
    - Deportivo Llacuabamba 0:2 Santos F.C. (16 de septiembre de 2021).
- Mayor goleada recibida:
  - En campeonatos nacionales de local: Santos F.C. 0:4 Deportivo Coopsol (20 de noviembre  de 2019).[15]
  - En campeonatos nacionales de visita:
    - Alianza Universidad 4:1 Santos F.C. (1 de mayo de 2022).[16]
    - Cusco F.C. 4:1 Santos F.C. (21 de agosto de 2022).[17]
    - Los Chankas 4:1 Santos F.C. (14 de mayo de 2023).[18]
    - Comerciantes Unidos 3:0 Santos F.C. (13 de octubre de 2019).
    - Deportivo Llacuabamba 3:0 Santos F.C. (18 de septiembre de 2022).
    - Alianza Universidad 3:0 Santos F.C. (8 de agosto de 2023).

  - En campeonatos nacionales en cancha neutral:
    - Atlético Grau 4:1 Santos F.C. (8 de julio de 2021).
    - Santos F.C. 1:4 Deportivo Coopsol (13 de agosto de 2021).
    - Cultural Santa Rosa 3:0 Santos F.C. (22 de julio de 2021).
    - Sport Chavelines 3:0 Santos F.C. (9 de agosto de 2021).
    - Carlos Stein 3:0 Santos F.C. (30 de septiembre de 2021).
- Mejor puesto en la Segunda División: 3.º (2022)
- Peor puesto en la Segunda División: Penúltimo lugar. (2020)

## Presidentes y entrenadores
| Presidente         | Inicio | Fin        |
| ------------------ | ------ | ---------- |
| Belisario Guzmán   | 2020   | actualidad |
| Jorge Bravo        | 2019   | 2020       |
| Daerlly Erazo      | 2018   | 2018       |
| Willy Bravo Quispe | 2012   | 2012       |

| Entrenador         | Inicio | Fin  |
| ------------------ | ------ | ---- |
| Gustavo Merino.    | 2012   | 2012 |
| Martín Dall'Orso   | 2018   | 2018 |
| Sergio Castellanos | 2019   | 2020 |
| Orlando Lavalle    | 2020   | 2022 |
| José Soto          | 2022   | 2023 |
| Pancho Pizarro     | 2024   | 2024 |

## Palmarés

### Torneos regionales
| Competición                          | Títulos     | Subcampeonatos    |
| ------------------------------------ | ----------- | ----------------- |
| Liga Departamental de Ica (2/0)      | 2012, 2018. |                   |
| Liga Provincial de Nasca (1/1)       | 2018.       | 2012.             |
| Liga Distrital de Vista Alegre (1/2) | 2014.       | 2012, 2017, 2018. |